# Acroclisis
Acroclisis is een geslacht van vliesvleugeligen uit de familie Pteromalidae. De wetenschappelijke naam van dit geslacht is voor het eerst geldig gepubliceerd in 1878 door Förster.

## Soorten
Het geslacht Acroclisis omvat de volgende soorten:
- Acroclisis brasiliensis Ashmead, 1904
- Acroclisis camerounensis Risbec, 1954
- Acroclisis nigricornis Förster, 1878